# Actinopus puelche
Espèce
Actinopus puelche est une espèce d'araignées mygalomorphes de la famille des Actinopodidae.

## Distribution
Cette espèce se rencontre en Argentine dans la province de Buenos Aires et en Uruguay dans le département de Rocha,.

## Description
Le mâle holotype mesure 9,60 mm.
La femelle décrite par Nicoletta, Soresi et Ferretti en 2025 mesure 17,86 mm.

## Systématique et taxinomie
Cette espèce a été décrite par Ríos-Tamayo et Goloboff en 2018.

## Étymologie
Cette espèce est nommée en l'honneur des Puelches.

## Publication originale
- Ríos-Tamayo & Goloboff, 2018 : « Taxonomic revision and morphology of the trapdoor spider genus Actinopus (Mygalomorphae: Actinopodidae) in Argentina. » Bulletin of the American Museum of Natural History, no 419, p. 1-83 (texte intégral).